# Erzsébet tér (Tata)
Erzsébet tér, Tatán, a tóvárosi városrészen, az Angolkert, és az Ady Endre utca között található. Innen nyílik az Angolkert egyik bejárata. Nevét 1906-ban, az 1898-ban, Genfben meggyilkolt Erzsébet magyar királynéról kapta. 1946-tól 1991-ig Szabadság tér volt a neve. A rendszerváltoztatás után visszakapta az Erzsébet tér nevet. 2009-ben felújították a világháborús emlékmű környékét, ami több mint egy millió forintba került. Az összeg nagy részét Kaszál József önkormányzati képviselő fedezte saját keretéből. A tervezést Petró Gabriella kertépítő mérnök, a kivitelezést a Városgazda kht. végezte.

## Látnivalói
Első világháborús hősi emlékmű
Lajos Béla szobrász 1931-ben alkotta a szobrot, amit először az Országgyűlés téren állítottak fel. 1960-as években helyezték át erre a térre.
Malom Szálló
A szálló épülete eredetileg malom volt, amit Sándor/Hartl  malomnak hívtak, a második világháborút követően Malom Szálló néven üzemelt. 2001-től szálloda működik benne
Kristály uszoda
1927-ben épült a hideg vizű uszoda.